# Michael Haußner
Michael Haußner (* 16. Juli 1954 in Augsburg) ist ein deutscher Jurist und politischer Beamter. Von 2007 bis 2009 war er Staatssekretär im Thüringer Justizministerium.

## Leben
Haußner ging in Augsburg und München zur Schule und machte dort 1973 in München das Abitur. Nach dem Wehrdienst absolvierte er von 1975 bis 1980 ein Studium der Rechtswissenschaft an der Ludwig-Maximilians-Universität München (LMU). Die juristischen Staatsprüfungen legte er im Juli 1980 und im Mai 1983 ab. Er wurde danach Assistent an der LMU und ging dann als Austauschassistent nach Fukuoka (Japan).
1984 wurde er zum Richter auf Probe und 1986 zum Staatsanwalt in München ernannt. Nach einer Tätigkeit als Fachhochschullehrer an der Hochschule für den öffentlichen Dienst in Bayern in Starnberg (1988–1991) wurde Haußner Richter am Amtsgericht in München. Seit 1994 Staatsanwalt, wurde er 1996 an die Staatsanwaltschaft in Erfurt und 1998 als politischer Beamter an das Thüringer Ministerium für Justiz- und Europaangelegenheiten abgeordnet. Anschließend kehrte er nach München zurück und wurde dort 1999 Richter am Amtsgericht und 2002 Richter am Oberlandesgericht München. Im Juni 2005 erfolgte die Ernennung zum Thüringer Generalstaatsanwalt.
Im Juni 2007 wurde Haußner zum Staatssekretär im Thüringer Justizministerium ernannt. Bei der Landtagswahl in Thüringen 2009 trat er auf einem aussichtslosen Platz der CDU-Landesliste an. Das Justizministerium ging infolge der Wahl an die SPD, Dietmar Herz löste Haußner als Justizstaatssekretär ab. Er war Lehrbeauftragter an der Rechtswissenschaftlichen Fakultät der Friedrich-Schiller-Universität Jena.
Von Anfang 2011 bei Juli 2013 war er erst im Auftrag der Deutschen Gesellschaft für Internationale Zusammenarbeit, dann der IRZ-Stiftung als Berater des kroatischen Justizministeriums in Zagreb tätig.
In gleicher Funktion ist er seit November 2013 in Montenegros Justizministerium in Podgorica tätig.

## Privates
Haußner ist verheiratet und hat zwei Kinder. Der Maler und Graphiker Christoph Haußner ist ein jüngerer Bruder.
Er ist Mitglied der katholischen Studentenverbindung KStV Ottonia München.